# Belemnitella
 Belemnitella  – wymarły rodzaj belemnitów z podrzędu Belemnopsina. Żył w okresie kredowym. 
Opis:
Wśród znajdywanych skamieniałości tego rodzaju dominują rostra. Są to rostra o przekroju poprzecznym okrągłym, o stałej średnicy, tylko w części tylnej stopniowo zwężającej się aż do niezbyt ostrego, zaokrąglonego wierzchołka z charakterystycznym krótkim kolcem na środku. Wskaźnik Szackiego powyżej 4 mm. Posiadają podwójne linie boczne. 
Znaczenie:
Skamieniałości różnych gatunków Belemnitella są  skamieniałościami przewodnimi w datowaniu schyłku kredy późnej, a zwłaszcza kampanu i wczesnego mastrychtu. 
Tryb życia:
Morski nekton
Występowanie:
Rodzaj bardzo liczny, ale występuje tylko w Europie i wschodnim i południowym USA. Występuje również w Polsce, w odsłonięciach kredy rejonu Miechowa  i Wyżyny Lubelskiej. 
Zasięg wiekowy:
Późna kreda santon-mastrycht
Wybrane gatunki o dużej wartości stratygraficznej:
- Belemnitella mucronata
- Belemnitella minor
- Belemnitella americana